# Mar da Noruega
Mar da Noruega
* Os valores do perímetro, área e volume podem ser imprecisos devido às estimativas envolvidas, podendo não estar normalizadas.
O mar da Noruega (em norueguês: Norskehavet) é uma parte do oceano Atlântico ao noroeste da Noruega, situado entre o mar do Norte (norte da Escócia) e o mar da Groenlândia.

## Formação e geografia
O mar da Noruega foi formado há cerca de 250 milhões de anos, quando a Placa Eurasiática da Noruega e a Placa Norte-Americana, incluindo a Groenlândia, começaram a se afastar. O estreito mar existente entre a Noruega e a Groenlândia começou a se alargar e aprofundar. O atual declive continental no mar marca a fronteira entre a Noruega e a Groenlândia, como ocorreu há aproximadamente 250 milhões de anos. No norte estende-se a leste de Esvalbarda e no sudoeste entre a Grã-Bretanha e as ilhas Faroé. Esta encosta continental contém ricos locais de pesca e inúmeros recifes de coral. A acomodação da plataforma após a separação dos continentes resultou em deslizamentos de terra, como os deslizamentos de Storegga, há cerca de 8 000 anos, que causou grande tsunami.
As costas do mar foram moldadas durante a última Idade do Gelo. Grandes geleiras de vários quilômetros de altura empurraram a terra, formando fiordes, removendo a crosta no mar e, assim, estendendo as encostas continentais. Isto é particularmente claro na costa norueguesa ao longo de Helgelândia e no norte até as ilhas Lofoten. A plataforma continental norueguesa tem entre 40 e 200 quilômetros de largura e uma forma diferente das plataformas do mar do Norte e mar de Barents. Contém várias trincheiras e picos irregulares, que geralmente têm uma amplitude de menos de 100 metros, mas podem atingir até 400 metros. Eles são cobertos com uma mistura de cascalho, areia e lama, e as trincheiras são usadas pelos peixes como locais de desova. Mais profundamente no mar, há duas bacias profundas separadas por uma crista baixa (seu ponto mais profundo está a 3 000 metros) entre o planalto Vøring e a ilha Jan Mayen. A bacia sul é maior e mais profunda, com grandes áreas entre 3 500 e 4 000 metros de profundidade. A bacia do norte é mais rasa com 3 200-3 300 metros, mas contém muitos locais individuais que descem até 3 500 metros. Limites submarinos e declives continentais marcam as fronteiras dessas bacias com os mares adjacentes. Para o sul fica a plataforma continental europeia e, o mar do Norte, a leste está a plataforma continental euro-asiática com o mar de Barents. A oeste, a cordilheira Escócia-Gronelândia separa o mar da Noruega do Atlântico Norte. Esta cordilheira está, em média, apenas a 500 metros de profundidade, atingindo, em apenas alguns locais, a profundidade de 850 metros. Ao norte, encontram-se as cristas de Jan Mayen e Mohns, que se encontram a uma profundidade de 2 000 metros, com algumas trincheiras atingindo profundidades de cerca de 2 600 metros.

## Hidrologia
Quatro grandes massas de água originárias dos oceanos Atlântico e Ártico encontram-se no mar da Noruega, e as correntes associadas são de importância fundamental para o clima global. A quente e salgada Corrente Norte-Atlântica flui a partir do Oceano Atlântico, e a corrente norueguesa, mais fria e menos salina, tem origem no mar do Norte. A chamada corrente leste da Islândia transporta água fria do sul do mar da Noruega à Islândia e depois para leste, ao longo do Círculo Ártico; essa corrente ocorre na camada média da água. A água profunda flui para o mar da Noruega a partir do mar da Groenlândia.